# Adoration des mages (Fontana)
Pour les articles homonymes, voir L'Adoration des mages (homonymie).
Adoration des mages – en italien Adorazione dei Re Magi – est un tableau réalisé en 1590 par la peintre italienne Lavinia Fontana. De format vertical, cette huile sur cuivre est une peinture chrétienne qui représente l'Adoration des mages. La composition place Marie et l'Enfant Jésus dans son angle inférieur gauche, un cheval apparaissant en son centre et un enfant tenant un chien en laisse dans son coin inférieur droit. Reçue en don de Thomas Henry en 1835, l'œuvre est conservée au musée Thomas-Henry, à Cherbourg-en-Cotentin, dans la Manche, en France.